# 1585 Union
1585 Union eller 1947 RG är en asteroid i huvudbältet som upptäcktes den 7 september 1947 av den sydafrikanske astronomen E. L. Johnson i Johannesburg. Den har fått sitt namn efter Union Observatory i Johannesburg.
Asteroiden har en diameter på ungefär 55 kilometer.